# Dendrochilum dolichobrachium
Dendrochilum dolichobrachium är en orkidéart som först beskrevs av Rudolf Schlechter, och fick sitt nu gällande namn av Elmer Drew Merrill. Dendrochilum dolichobrachium ingår i släktet Dendrochilum och familjen orkidéer. Inga underarter finns listade i Catalogue of Life.